# Xuất gia

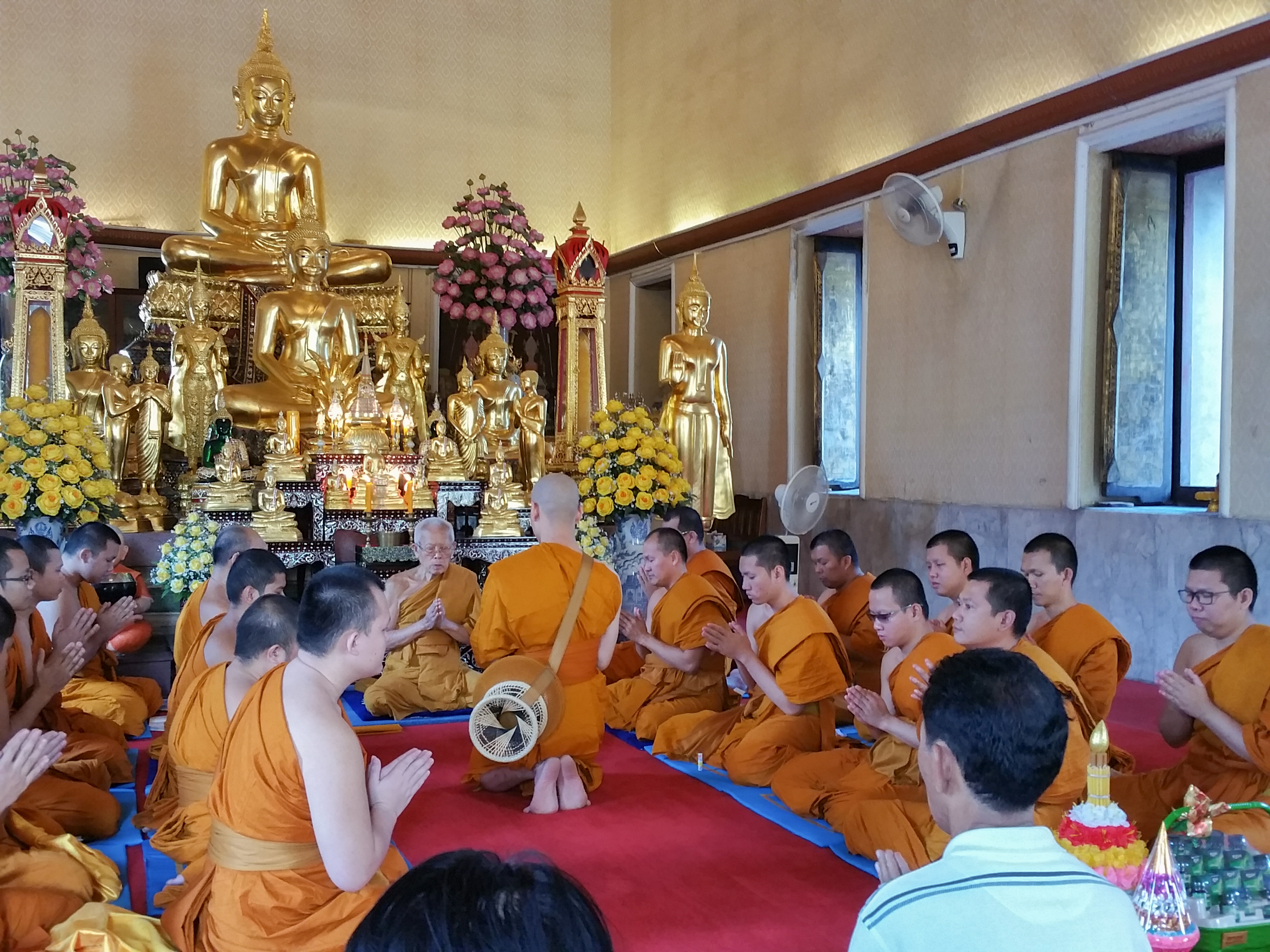
Quan cảnh lễ xuất gia tại một ngôi chùa ở Thái Lan.

Xuất gia (tiếng Phạn: Pravrajya, tiếng Pāli: pabbajjā) là thuật ngữ Phật giáo chỉ hành động từ bỏ đời sống thế tục để sống đời sống của một tu sĩ. Thuật ngữ này nghĩa đen là "ra đi khỏi nhà", hàm ý rời bỏ đời sống gia đình để trở thành người sống đời không gia đình.

## Lịch sử
Từ thời Ấn Độ cổ đại, xuất gia không phải khái niệm độc quyền của Phật giáo. Trước khi Phật xuất hiện, đã có những đạo sĩ Bà-la-môn tu theo hạnh xuất gia tương tự. Tuy nhiên, khi xuất gia, Thái tử Tất Đạt Đa đã có sự thay đổi mang cho đời sống người xuất gia theo đạo Phật một ý nghĩa đầy đủ và thực tiễn hơn. khi xuất gia đã không không đơn thuần là thay đổi hình thức sống mà còn là sự chuyển đổi tâm thức hướng đến giải thoát. Người xuất gia từ bỏ các ràng buộc thế tục, sống đời phạm hạnh, không màng danh lợi hay dục lạc, chỉ mong cầu giải thoát.

## Lễ nghi xuất gia
Nghi lễ pravrajyā (xuất gia) có nguồn gốc từ các văn bản Phật giáo cổ như Luật Tạng karmavācanā, bao gồm các bước từ việc thỉnh cầu được gia nhập tăng đoàn đến việc nhận y áo và thọ giới
Nghi lễ cơ bản bao gồm xin phép hội đồng tăng đoàn, cạo tóc, nhận y áo sa-di, thọ Tam Quy và Thập Giới. Tuy nhiên chi tiết nghi lễ có thể khác nhau tùy truyền thống và quốc gia
Xuất gia cũng được phân biệt thành hai mực độ dựa vào thời gian:
- Xuất gia vĩnh viễn: Người quyết định dành trọn đời mình cho việc tu tập.[5]

- Xuất gia tạm thời hay xuất gia gieo duyên: Rất phổ biến tại nhiều quốc gia Nam tông như Myanmar, Thái Lan, Cambodia, Lào nơi nam giới thường trải qua thời gian ngắn làm tu sĩ trong cuộc đời mình.[5] Đôi khi việc xuất gia tạm thời là vài lần trong đời.[6]

Các hình thức xuất gia chính có thể tóm tắt như sau:
| Hình thức xuất gia  | Độ tuổi                                                  | Giới luật phải giữ                                               | Mô tả                                                                                               |
| ------------------- | -------------------------------------------------------- | ---------------------------------------------------------------- | --------------------------------------------------------------------------------------------------- |
| Sa-di (chú tiểu)    | 7-19 (không cứng nhắc, chỉ cần dưới 20 là đúng quy định) | 10 giới                                                          | Bậc xuất gia đầu tiên, dành cho nam, sống trong chùa, học tập giáo lý. Cần có sự đồng ý của cha mẹ. |
| Tỳ-kheo             | Từ 20                                                    | 250 giới (Nam tông) hoặc 253 giới (một số truyền thống Bắc tông) | Bậc xuất gia chính thức dành cho nam, sống đời phạm hạnh, khất thực, tu tập                         |
| Tỳ-kheo-ni          | Từ 20                                                    | 348 giới (Nam tông) hoặc 341 giới (Bắc tông)                     | Bậc xuất gia dành cho nữ, sống đời phạm hạnh tương tự như Tỳ-kheo                                   |
| Xuất gia gieo duyên | Không giới hạn                                           | Tùy theo quy định của chùa, sư hướng dẫn.                        | Xuất gia ngắn hạn, trải nghiệm đời sống tu hành                                                     |

Lưu ý thông thường các hình thức xuất gia đều có thể có thêm sự điều chỉnh của quốc gia sở tại. Ví dụ, tại Việt Nam thì bắt buộc xuất gia Tỳ-kheo phải có bằng Trung học Phổ thông.

### Những trường hợp không được xuất gia
Dưới đây là danh sách những trường hợp không được phép thọ giới xuất gia theo quy định của Luật tạng truyền thống:
- Bán-trạch-ca (pandaka): người có khiếm khuyết về giới tính hoặc sinh lý theo định nghĩa truyền thống[11]
- Người phạm tội nghiêm trọng và tội phạm[11]

- Người mắc nợ đáng kể[12]

- Nô lệ hoặc người hầu không có sự cho phép của chủ.[13]
- Quan chức chính phủ hoặc binh lính không có sự cho phép của nhà vua.[11]

- Trẻ vị thành niên dưới 18 tuổi không có sự đồng ý của cha mẹ và người dưới 15 tuổi.[14]

- Người đã phạm tội Ba-la-di (pārājika - tội nặng nhất trong giới luật) đã bị tẩn xuất đuổi khỏi tăng đoàn.[11]

- Người mắc bệnh truyền nhiễm nghiêm trọng (đặc biệt là bệnh phong/hủi trong các văn bản cổ).[11]

- Người có khuyết tật thể chất ngăn cản việc thực hiện các nhiệm vụ tu viện.[11]

- Người thiếu chi hoặc có dị tật thể chất nghiêm trọng.[11]

- Người lưỡng tính (hermaphrodite - người có đặc điểm của cả hai giới tính).[11]

- Phi nhân - không phải con người (theo văn bản truyền thống).[11]

- Người phạm tội 
ngũ nghịch: giết cha, giết mẹ, giết A-la-hán, làm chảy máu Phật, chia rẽ Tăng đoàn.[15]

- Người đã thọ giới trong tôn giáo khác mà không từ bỏ tư cách trước đó[16]

- Người tìm kiếm xuất gia với động cơ không chính đáng (như trốn nợ hoặc nghĩa vụ quân sự)[17]

- Người không thể tự nuôi sống bản thân (hoàn toàn phụ thuộc vào người khác)[11]

- Người được xem là mất năng lực tinh thần hoặc tâm thần[18]

Các điều kiện không đủ tư cách xuất gia này có sự khác biệt giữa các truyền thống Phật giáo và đã được diễn giải khác nhau trong suốt lịch sử Phật giáo và có thể phải chịu sự điều chỉnh  của chính quyền sở tại. Những hạn chế sớm nhất và có thẩm quyền nhất được tìm thấy trong Luật tạng (Vinaya Pitaka), đặc biệt là trong các phần liên quan đến thủ tục thọ giới. Các chế định này đều có những câu chuyện gắn liền với nó, ví dụ việc cấm tội phạm xuất gia có bắt đầu từ sau việc Phật xuất gia cho tướng cướp Ương-quật-ma-la. Ngoài ra, có một số trường hợp khác cũng bị cấm xuất gia không thuộc danh sách trên như những người từng xuất gia muốn xuất gia lại, trong đó nam giới không quá 7 lần xuất gia và nữ chỉ được xuất gia 1 phần duy nhất; điều này có nghĩa là sau khi hoàn tục, họ vẫn có thể xuất gia lại, với tổng cộng không quá số lần quy định cho từng giới.

## Xuất gia trong các truyền thống Phật giáo hiện đại
Về căn bản, phép xuất gia vẫn bao gồm đầy đủ các bước cần thiết trong Luật Tạng, tuy nhiên vẫn có những nét đặc trưng như sau:
Nam tông hay Nguyên thủy (Theravada)
Ở nhiều nước theo Phật giáo Nam tông như Thái Lan, Myanmar, Campuchia hay Lào thì việc xuất gia tạm thời hay xuất gia gieo duyên rất phổ biến. Hầu hết nam giới đều trải qua một giai đoạn xuất gia ngắn hạn vào thời điểm nhất định trong cuộc đời, thường là ở tuổi dậy thì hoặc trước khi lập gia đình nhằm tìm kiếm phước báu hoặc báo hiếu.
Ở Việt Nam trong cộng đồng người Khmer, xuất gia tạm thời cũng là một nét đẹp truyền thống. Quan niệm của người Khmer về xuất gia chịu ảnh hưởng của cả Phật giáo và Bà La Môn giáo, với sự kết hợp giữa lý tưởng giải thoát cá nhân và bổn phận xã hội.
Tuy nhiên việc này không phải nước theo Nam Tông nào cũng khuyến khích, ví dụ ở Sri Lanka thì việc xuất gia lại hay được xem là một cam kết trọn đời. Điều này có thể liên quan đến Anagarika Dharmapala, một nhân vật quan trọng trong việc phục hưng Phật giáo tại Sri Lanka. Ông chủ trương quay trở lại với các nghi thức truyền thống và xem xuất gia là một cam kết trọn đời.
Bắc tông (Mahayana)
Trong truyền thống Phật giáo Đại thừa ở các nước như Trung Quốc, Nhật Bản, Hàn Quốc và Việt Nam, việc xuất gia thường được xem là cam kết trọn đời với con đường tu tập, tuy nhiên cũng có một số nơi chấp nhận hình thức xuất gia gieo duyên.
Người xuất gia thường trải qua quá trình đào tạo kỹ lưỡng trước khi được chính thức thừa nhận là thành viên của Tăng đoàn. Quá trình này có thể kéo dài nhiều năm và bao gồm việc học tập giáo lý, thực hành thiền định và phục vụ cộng đồng.
Trong Phật giáo Đại thừa, người xuất gia có nhiệm vụ "trụ trì chánh pháp", tức là duy trì và phát triển những giáo lý chân chính của Đức Phật. Điều này đòi hỏi người xuất gia phải giữ gìn giới luật nghiêm túc, trau dồi đạo đức, và có lối sống gương mẫu để làm nơi nương tựa cho những người theo đạo Phật.